# Hornsby (Tennessee)
Hornsby es un pueblo ubicado en el condado de Hardeman en el estado estadounidense de Tennessee. En el Censo de 2010 tenía una población de 303 habitantes y una densidad poblacional de 99,06 personas por km².

## Geografía
Hornsby se encuentra ubicado en las coordenadas 35°13′46″N 88°49′49″O / 35.22944, -88.83028. Según la Oficina del Censo de los Estados Unidos, Hornsby tiene una superficie total de 3.06 km², de la cual 3.06 km² corresponden a tierra firme y (0%) 0 km² es agua.

## Demografía
Según el censo de 2010, había 303 personas residiendo en Hornsby. La densidad de población era de 99,06 hab./km². De los 303 habitantes, Hornsby estaba compuesto por el 95.38% blancos, el 1.98% eran afroamericanos, el 0% eran amerindios, el 0% eran asiáticos, el 0% eran isleños del Pacífico, el 1.32% eran de otras razas y el 1.32% pertenecían a dos o más razas. Del total de la población el 1.98% eran hispanos o latinos de cualquier raza.